# サンクトペテルブルク地下鉄2号線
サンクトペテルブルク地下鉄2号線（サンクトペテルブルク2ごうせん）（別名 モスクワ・ペトログラード線）は、サンクトペテルブルク市モスコフスキー（モスクワ）区のクプチノ駅とヴィボルグスキー（ヴィボルグ）区のパルナス駅とを結ぶサンクトペテルブルク地下鉄の路線である。

## 概要
市南西部のモスコフスキー（モスクワ）区から、市中心部を南北に縦貫し、市北部のペトログラーツカヤ（ペトログラード）区・ヴィボルグスキー（ヴィボルグ）区に通じる路線である。ロシア鉄道のヴィチェプスク線・ヴィボルグ線と接続しており、これらの路線からの乗換客も多い。また、モスコフスカヤ駅はプルコヴォ空港の最寄りの地下鉄駅であり、空港と路線バスで結ばれているため、空港利用者の乗降も多い。テフノロギチェスキー・インスティトゥト（工科大学）駅では、現在のところサンクトペテルブルク地下鉄唯一の対面乗り換えが1・2号線間で可能である。

### ホームドア

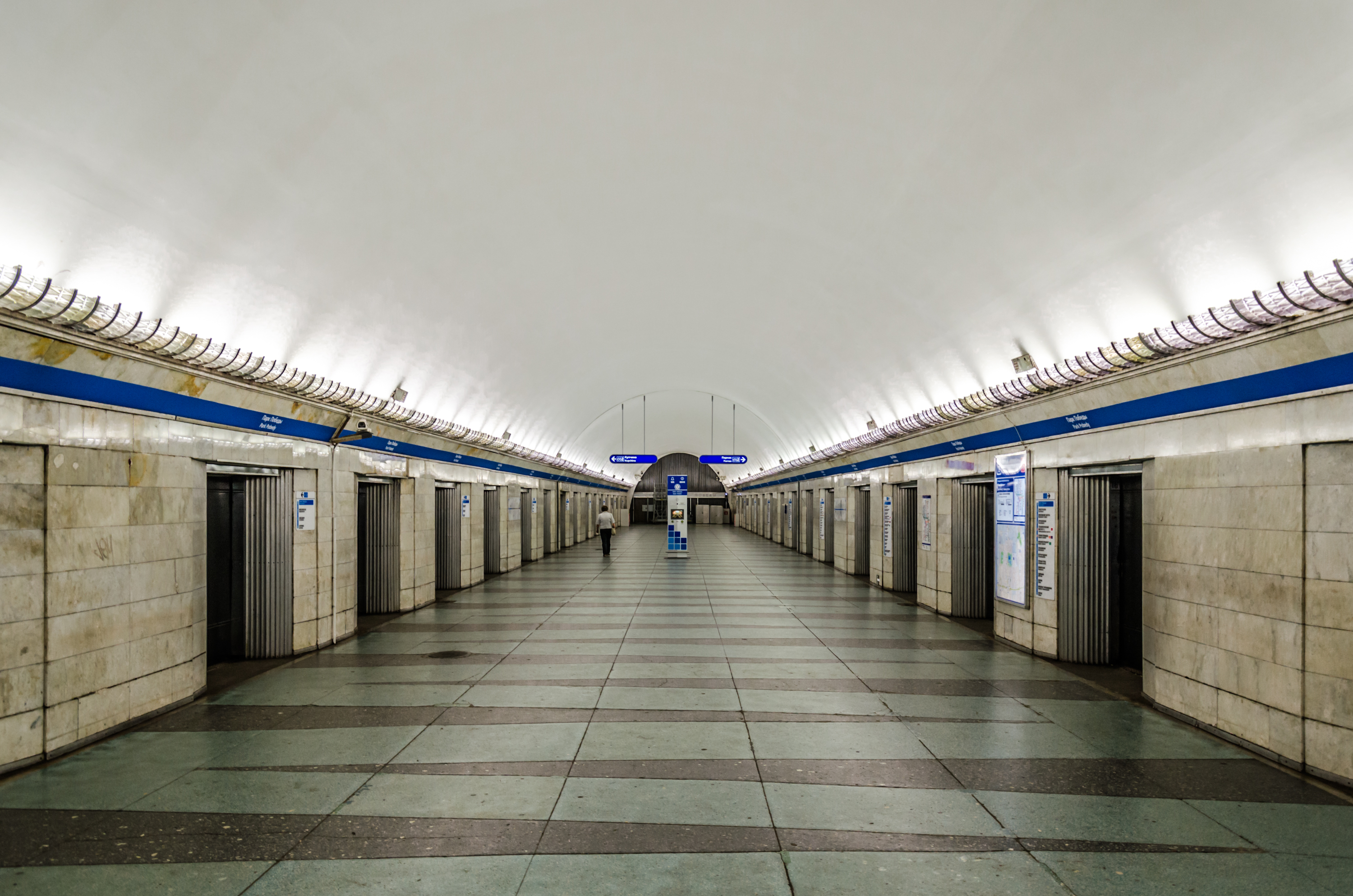
ホームドアを備えた勝利公園駅

1961年に開業した際、ニキータ・フルシチョフ政権の下で地下鉄駅は大理石を用い多数の装飾で彩られた豪華絢爛なものから建設費用を削減した質素なものとなった。その過程で、勝利公園 (パルク　ポベドゥイ)駅は安全性の向上やトンネル掘削費用の削減などの利点、水分が多量にしみ込んでいるサンクトペテルブルクの土壌からの浸水を防ぐという観点から、世界で初めてホームドアが採用される事となった。これに伴い列車の停車位置の厳密な指定や列車の乗降扉とホームドアの開閉の同調が必要となったため、同駅開業以降にサンクトペテルブルク地下鉄に導入される車両には自動列車運転装置が搭載されている。また2号線のホームドアは6両編成にのみ対応しており、それ以上の編成増結は不可能となっている。

## 車両
81-717/714、81-540.1/541.1(81-540.9/81-541.9)系の6両編成が使用されている。

## 歴史
- 1961年（昭和36年）4月29日：テフノロギチェスキー・インスティトゥト（工科大学）駅 - パルク　ポベドゥイ（勝利公園）駅間が開業。
- 1963年（昭和38年）7月1日：テフノロギチェスキー・インスティトゥト（工科大学）駅 - ペトログラツカヤ（ペトログラード）駅間延伸。
- 1969年（昭和44年）12月25日：パルク　ポベドゥイ（勝利公園）駅 - モスコフスカヤ（モスクワ）駅間延伸。
- 1972年（昭和47年）12月25日：モスコフスカヤ（モスクワ）駅 - クプチノ駅間延伸。
- 1982年（昭和57年）11月6日：ペトログラツカヤ（ペトログラード）駅 - ウジェリナヤ駅間延伸。
- 1988年（昭和63年）8月19日：ウジェリナヤ駅 - プロスペクト　プロスヴェシチェニヤ（啓蒙大通）駅間延伸。
- 1992年（平成4年）7月1日：プロシャチ　ミラ（平和広場）駅をセンナヤ　プロシャチ（干草広場）駅に改称。
- 1999年（平成11年）6月10日：センナヤ　プロシャチ（干草広場）駅の地上駅舎の屋根が崩落して7人が死亡。

- 2006年（平成18年）12月22日：プロスペクト　プロスヴェシチェニヤ（啓蒙大通）駅 - パルナス間延伸。
- 2017年（平成29年）4月3日：センナヤ　プロシャチ（干草広場）駅-テフノロギチェスキー・インスティトゥト（工科大学）駅間で爆破事件（参照）

## 駅一覧
- 全駅がサンクトペテルブルク市に所在。

| カタカナ転写駅名                         | 日本語での意味             | ロシア語駅名             | 深さ(単位m) | 駅間営業キロ | 営業キロ | 接続路線                                               | 所在地                               |
| ---------------------------------------- | -------------------------- | ------------------------ | ----------- | ------------ | -------- | ------------------------------------------------------ | ------------------------------------ |
| クプチノ駅                               | クプチノ（地名）駅         | Купчино                  | 地上駅      |              | 0.0      | ロシア鉄道：ヴィチェプスク線                           | モスコフスキー（モスクワ）区         |
| ズビョージュナヤ駅                       | 星駅                       | Звёздная                 | 22          |              |          |                                                        | モスコフスキー（モスクワ）区         |
| モスコフスカヤ駅                         | モスクワ駅                 | Московская               | 29          |              |          |                                                        | モスコフスキー（モスクワ）区         |
| パールク・パベーディ駅                   | 勝利公園駅                 | Парк Победы              | 45          |              |          |                                                        | モスコフスキー（モスクワ）区         |
| エレクトロシラ駅                         | エレクトロシラ（企業名）駅 | Электросила              | 35          |              |          |                                                        | モスコフスキー（モスクワ）区         |
| モスコフスキエ ヴォロタ駅                | モスクワ（凱旋）門駅       | Московские ворота        | 35          |              |          |                                                        | モスコフスキー（モスクワ）区         |
| フルンゼンスカヤ駅                       | フルンゼ駅                 | Фрунзенская              | 39          |              |          |                                                        | アドミラルチェイスキー（海軍省）区   |
| テフノロギチェスキー・インスティトゥト駅 | 工科大学駅                 | Технологический институт | 40          |              |          | 地下鉄：■1号線                                         | アドミラルチェイスキー（海軍省）区   |
| センナヤ プロシャチ駅                    | 干草広場駅                 | Сенная площадь           | 55          |              |          | 地下鉄：■4号線（スパスカヤ駅）■5号線（サドーヴァヤ駅） | アドミラルチェイスキー（海軍省）区   |
| ネフスキー プロスペクト駅                | ネフスキー大通り駅         | Невский проспект         | 63          |              |          | 地下鉄：■3号線（ゴスチヌイ・ドヴォル駅）               | ツェントラリヌィ（中央）区           |
| ゴーリコフスカヤ駅                       | ゴーリキー駅               | Горьковская              | 53          |              |          |                                                        | ペトログラツキー（ペトログラード）区 |
| ペトログラツカヤ駅                       | ペトログラード駅           | Петроградская            | 53          |              |          |                                                        | ペトログラツキー（ペトログラード）区 |
| チョールナヤ レチカ駅                    | 黒い川駅                   | Чёрная речка             | 67          |              |          |                                                        | プリモルスキー（沿海）区             |
| ピオネールスカヤ駅                       | ピオネール駅               | Пионерская               | 67          |              |          |                                                        | プリモルスキー（沿海）区             |
| ウジェリナヤ駅                           | ウジェリニ（地名）駅       | Удельная                 | 64          |              |          | ロシア鉄道：ヴィボルグ線                               | ヴィボルグスキー区                   |
| オジョルキ駅                             | 池（湖）駅                 | Озерки                   | 59          |              |          |                                                        | ヴィボルグスキー区                   |
| プロスペクト プロスヴェシチェニヤ駅      | 啓蒙大通駅                 | Проспект Просвещения     | 65          |              |          |                                                        | ヴィボルグスキー区                   |
| パルナス駅                               | パルナス（地名）駅         | Парнас                   | 地上駅      |              | 30.1     |                                                        | ヴィボルグスキー区                   |